# Alberto Amaral (ciclista)
Carlos Alberto Rodrigues Amorim Amaral é um ciclista português, nascido em 11 de dezembro de 1969 em Arcos de Valdevez.

## Palmarés
- 1994
  - Circuito dos campeões
  - 4.ª etapa da Volta ao Alentejo
- 1995
  - 6.ª etapa do grande Prêmio Lacticoop
- 1996
  - Volta ao Algarve :
    - Classificação geral
    - 3.ª e 6. ª etapas

  - 7.ª etapa do Grande Prêmio Internacional Costa Azul
- 1997
  - 3.ªb etapa do Grande Prémio do Minho
  - 2.º do Grande Prémio do Minho
  - 3.º do grande Prêmio Sport Notícias
- 1998
  - 5. ª etapa do Grande Prêmio Abimota
  - 4. ª etapa do grande Prêmio Sport Notícias